# Будинок біля озера
«Будинок біля озера» (англ. The Lake House) — американський мелодраматичний фантастичний фільм 2006 р. аргентинського режисера Алехандро Агресті, римейк південнокорейського фільму «Будиночок біля моря» (2000). Це дебют Агресті у Голівуді. Головні ролі виконали Кіану Рівз, Сандра Буллок і Крістофер Пламмер. Сценарій написав Девід Оберн. Історія зосереджується на архітекторі, який живе в 2004 році, і лікарці, яка живе в 2006 році, вони зустрінуться через листи, залишені у поштовій скриньці в будинку біля озера. Сюжет розгортається протягом двох років, для Алекса час йде з 2004-го по 2006-й, для Кейт — з 2006 по 2008 рік.
Фільм послужив возз'єднанню однієї з найпопулярніших кінопар світу — Сандри Буллок і Кіану Рівза, що грали колись у фільмі «Швидкість» (1994).

## Сюжет
У 2006 році доктор Кейт Форстер залишає будинок біля озера, який вона орендувала в Медісоні, штат Вісконсин, щоб переїхати до Чикаго. Кейт залишає записку в поштовій скриньці наступному орендарю, щоб він надсилав її листи на нову адресу, далі додаючи, що фарба на доріжці до будинку вже була там, коли вона прибула.
Два роки тому, в 2004 році, Алекс Вайлер, архітектор, приїжджає в будиночок біля озера і знаходить лист Кейт у поштовій скриньці. Будинок явно у зруйнованому стані, але він без ознак відбитків лап. Під час реставрації собака вимазується фарбою Алекса і залишає свіжі відбитки лап прямо там, де Кейт вказала. Спантеличений, Алекс пише листа, запитуючи, як Кейт могла знати про відбитки лап, оскільки будинок був незайнятим, поки він не прибув туди. У День святого Валентина 2006 року Кейт стає свідком ДТП біля Площі Дейлі і відчайдушно намагається врятувати чоловіка-жертву, який помирає у неї на руках. Вона імпульсивно повертається назад у будиночок біля озера, знаходить лист Алекса і пише відповідь.
І Алекс, і Кейт продовжують посилати один одному повідомлення за допомогою поштової скриньки, і кожен з них здивовано спостерігає за цим процесом. Вони виявляють, що живуть на відстані двох років у часі. Їхнє листування переживає кілька подій, у тому числі знаходження Алексом книги на залізничній станції, де її втратила Кейт, Алекс бере Кейт на пішохідну екскурсію по своїх улюблених місцях у Чикаго за допомогою анотованої карти. Алекс і Кейт зрештою зустрілися на вечірці, але Кейт його не знає, оскільки листування ще не настало.
Алекс і Кейт продовжують писати один одному, вони вирішують спробувати ще раз зустрітися. Алекс робить замовлення в ресторані Il Mare на березень 2007 року — на два роки у майбутньому для Алекса і завтра для Кейт. Жінка вирушає до ресторану, але Алекс не з'являється. Убита горем, Кейт просить Алекса не писати їй знову. І Алекс, і Кейт залишають будинок біля озера, продовжуючи жити окремими життями.
У День святого Валентина 2006 року для Алекса і Валентинів День 2008 року для Кейт Алекс повертається в будинок, щоб пригадати одну важливу деталь. Тим часом, Кейт йде до архітектора розглянути ремонтні плани будинку, що вона хоче купити. Малюнок будинку біля озера на стіні привертає її увагу і на запитання, хто автор, Генрі Вайлер повідомляє, що художник його брат, Алекс, тобто людина, з якою вона листувалася. Вона також дізнається, що Алекс загинув унаслідок ДТП рівно два роки тому цього дня, і розуміє, чому він не з'явився на побачення, він був чоловіком, який помер біля Площі Дейлі.
Кинувшись до будинку, Кейт відчайдушно пише листа, кажучи Алексу, що любить його, але благає не намагатися знайти її, а зачекати два роки і прийти сьогодні до берега озера. Тим часом, Алекс йде до Площі Дейлі, щоб знайти Кейт.
Біля озера Кейт падає на коліна, ридаючи, побоюючись, що вона приїхала надто пізно, щоб зупинити Алекса. Після довгої паузи приходить повідомлення, що Алекс взяв її попередження до відома. Незабаром після цього приїжджає Алекс, вони цілуються і йдуть до будинку біля озера разом.

### Коротка хронологія подій
2004
- Лютий — Алекс знаходить перший лист від Кейт, в якому та вибачається за відбитки лап собаки на містку, але при цьому повідомляє, що вони вже були, коли вона в'їхала.
- Лютий — Під час фарбування перил містка з'являється собака і залишає сліди.
- 14 лютого — Алекс і Кейт вступають у листування (для нього в 2004 році) і встановлюють, що вони знаходяться у різних часах.
- Весна — Собака вперше тікає від Алекса і приводить його до Моргана; Алекс знайомиться з Кейт, вже розуміючи, хто вона така. Їхній перший поцілунок на її дні народження.
- 6 жовтня — смерть батька Алекса в лікарні, де в 2006 році почне працювати Кейт (в довідці про смерть Саймона Вайлера, яку Кейт дивиться в архіві, 10-06-2004 — це місяць-число-рік, тому закадровий текст у російськомовному перекладі «10 червня 2004 року» помилковий).
- Жовтень — Кейт перестає писати Алексу, оскільки той не прийшов на побачення в 2006 році.
- Листопад — Собака тікає від Алекса назовсім. Алекс вирішує з'їхати з Приозерного будинку і віддає ключі Моргану, щоб Кейт могла там оселитися.

2006
- Перша половина лютого — Кейт їде з того ж будинку в Чикаго, забирає пса з собою, залишає лист наступному орендарю в поштовій скриньці.
- 14 лютого — Під час відвідування озера після стресу від смерті збитого чоловіка Кейт виявляє відповідну записку в ящику, надіслану Алексом.
- Кейт і Алекс ведуть листування (для неї в 2006 році).
- Кейт віртуально прогулюється з Алексом по Чикаго і дає йому доручення забрати забуту книгу в 2004 році.
- Жовтень — Алекс призначає їй побачення в ресторані Іль Маре через два роки, заздалегідь бронює столик в 2004 році, але не приходить у 2006-му.
- Жовтень — Вона просить його більше не писати їй.

2007
- Кейт відновлює роман з Морганом.

2008
- Початок року — Кейт і Морган випадково наймають брата Алекса, Генрі, для переобладнання їхнього будинку.
- 14 лютого — На стіні офісу Генрі Кейт бачить малюнок Приозерного будинку. На питання, хто автор, Генрі відповідає, що його брат. Кейт запитує, чи може вона з ним зв'язатися. Але Генрі відповідає, що Алекс був збитий автобусом рівно два роки тому. Кейт згадує, що вона була свідком цієї аварії, намагалася врятувати того чоловіка, але він помер у неї на руках. Вона негайно їде в будинок біля озера і залишає Алексу записку про катастрофу 2006 року, в якій він повинен загинути. Він починає переходити вулицю і випадково зупиняється, побачивши її на іншій стороні. Потім отримує листа, в якому вона просить, аби він не переходив вулицю, зізнається в коханні і просить почекати ще 2 роки … Прочекавши два роки, 14 лютого 2008 року він приїхав у будинок біля озера і … вони зустрілися.

### Будинок біля озера
Будинок біля озера був побудований батьком Алекса Вайлера. Коли Алексові було 8 років, він жив із батьками в цьому будинку. Його брат, Генрі, народився в той час, коли вони жили у цьому будинку.
Кейт посилає Алексові (який живе в 2004 році) примірник книги його батька, яка вийшла тільки 2006 року. У цій книзі є фото Саймона Вайлера і його восьмирічного сина, у будинку на березі озера. Підпис говорить: «Саймон Вайлер з сином Алексом в спроєктованому ним будинку біля озера».
І Алекс, і його брат Генрі мають натягнуті відносини з батьком, Саймоном Вайлером.
У 2004 році Алекс говорить братові, що щойно купив будинок. Він говорить про нього: «Це руїна, закинута протягом багатьох років». Алекс придбав будинок на березі озера, де вони колись жили. Виявляється, що Генрі практично не пам'ятає це місце.

## Ролі
- Сандра Буллок — Кейт Форстер
- Кіану Рівз — Алекс Вайлер
- Крістофер Пламмер — Саймон Дж. Вайлер
- Ебон Мосс-Бахрах — Генрі Вайлер
- Шохре Агдашлу — доктор Анна Кліжинські
- Ділан Волш — Морган Прайс
- Віллеке ван Аммелрой — місіс Форстер
- Лінн Коллінз — Мона
- Синтія Кей Маквільямс — Ванесса

## Виробництво
Дія фільму відбувається і знімався він у Чикаго. Власне озерний будинок був збудований на озері, що називається Мейпл-Лейк, яке знаходиться в заповіднику Мейпл Лейк Форест побіля 95-ї вулиці на південному заході передмість Чикаго. Після знімання будинок був пізніше демонтований, замість нього встановлений простий причал для риболовлі. Сцени в ділових районах міста знімалися в районі Чикаго-Луп. Сцена, де Кейт і Морган приїхали в офіс Генрі, та драматичний вихід Кейт вниз по сходах зняті в Архітектурній Фундації Чикаго. Сцена, де Генрі і Алекс говорять на вулиці після перебування в офісі свого батька, була знята на 400 блоці Південної Мічиган Авеню, перед Будівлею образотворчих мистецтв будівлі та театром Аудиторія. Інші місця знімання включають Аврору, Іллінойс (нині громада Медісон Парк) і Ріверсайд, штат Іллінойс, маленьке містечко на околиці Чикаго, відоме своїми історичними будинками, і кілька будівель Френка Ллойда Райта. Залізничний вокзал у фільмі — справжня станція Ріверсайд, а міст, який перетинає Алекс, переслідуючи Джек, називається «Мостом, що Гойдається». Він перетинає річку Дес Плейнс. Сцена, де Кейт встає, знята в парку Мілленіум у парку Ґрілль.

## Музика
The Lake House: Original Motion Picture Soundtrack вийшов 2006 року.
1. «This Never Happened Before» — Пол Маккартні
2. «(I Can't Seem To) Make You Mine» — The Clientele
3. «Time Has Told Me» — Нік Дрейк
4. «Ant Farm» — Eels
5. «It's Too Late» — Керол Кінг
6. «The Lakehouse» — Рейчел Портмен
7. «Pawprints» — Рейчел Портмен
8. «Tough Week» — Рейчел Портмен
9. «Mailbox» — Рейчел Портмен
10. «Sunsets» — Рейчел Портмен
11. «Alex's Father» — Рейчел Портмен
12. «Il Mare» — Рейчел Портмен
13. «Tell Me More» — Рейчел Портмен
14. «She's Gone» — Рейчел Портмен
15. «Wait For Me» — Рейчел Портмен
16. «You Waited» — Рейчел Портмен
17. «I Waited» — Рейчел Портмен

Пісні, що з'являються у фільмі, але не включені у саундтрек:
- «I Wish You Love» — Розмарі Клуні
- «There Will Never Be Another You» — Розмарі Клуні
- «Pink Moon» — Нік Дрейк
- «La noyée» — Карла Бруні
- «Sentimental Tattoo» — Jukebox Junkies
- «Chiamami Adesso» — Паоло Конте
- Young at Heart —  Френк Сінатра
- «When It Rains» — Бред Мелдау
- «Young at Heart» — Бред Белдау
- «Almost Like Being In Love» — Джеррі Мулліган
- «O Pato» — Стен Гетц
- «A Man and A Woman» — Sir Julian
- «Bitter» — Meshell Ndegeocello

## Нагороди та номінації

### Нагороди
| Дата | Нагорода              | Категорія                   | Номінанти                  | Результат | Примітки                        |
| ---- | --------------------- | --------------------------- | -------------------------- | --------- | ------------------------------- |
| 2006 | Hollywood Film Awards | Акторка року другого плану  | Сандра Буллок              | Перемога  | Разом із фільмом «Погана слава» |
| 2006 | Teen Choice Awards    | Фільми: Найкращий поцілунок | Сандра Буллок і Кіану Рівз | Перемога  | —                               |

### Номінації
| Дата | Номінація               | Категорія                                       | Номінанти | Результат | Примітки                          |
| ---- | ----------------------- | ----------------------------------------------- | --------- | --------- | --------------------------------- |
| 2006 | Teen Choice Awards      | Вибір кіно для жіночої аудиторії                | Фільм     | Номінація | Чик-флік                          |
| 2006 | Спеціальна відзнака EDA | «Фільм, який ви хотіли полюбити, але не змогли» | Фільм     | Номінація | від Альянсу жінок-кіножурналісток |

## Сприйняття

### Касові збори
У перший вік-енд фільм зібрав загалом $ 13,6 млн, посівши четверте місце в прокаті США. На 1 жовтня 2006 р. фільм зібрав $52 330 111 всередині країни і $114 830 111 в усьому світі.
26 вересня 2006 р. фільм став першим, що одночасно вийшов на DVD, Blu-Ray Disc і HD DVD (Warner Home Video).

### Критика
За даними сайту Rotten Tomatoes, 35 % критиків дали фільму позитивний відгук. Схожий сайт Metacritic дав «Будинку біля озера», ґрунтуючись на 34 рецензіях, 52 з 100 пунктів, що вказує на змішані або середні оцінки.
Багато критиків висловили невдоволення внутрішньою логікою історії. Алекс порушує двічі часову вісь Кейт, що дехто вважає часовим парадоксом. Наприклад, Клаудія Пуіґ з «USA Today» писала: «„Будинок біля озера“ є одним із найзаплутаніших фільмів останніх років. Передумова не має сенсу, незалежно від того, як ви виведете її з кризи у вашій голові». З іншого боку, критик Роджер Еберт, вказавши при цьому на логічні невідповідності фільму, написав: «Не має значення, кажу вам, не має значення!». Еберт дав позитивну оцінку (3,5 зірки з 4), зазначивши, що «те, на що я відреагував у фільмі, — це його фундаментальний романтичний порив».
«Красива меланхолійна розповідь про любов і її дивні способи, якими вона іноді приходить. Ідеальний фільм для тих, хто тужить, або закоханих».
Франк Нойманн, німецький оглядач

## Цікаві факти

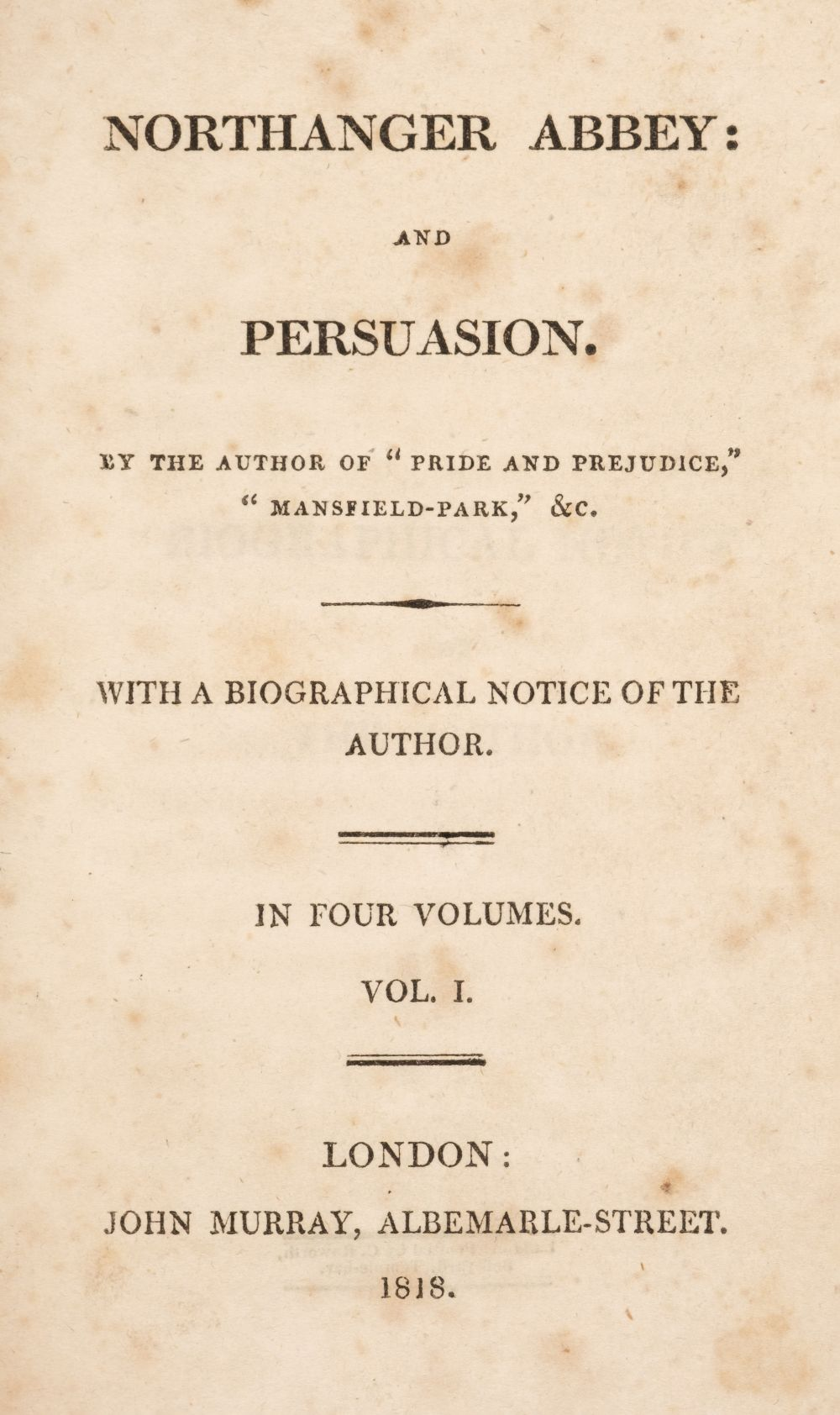
«Переконання», Джейн Остін, 1818

- Робочою назвою фільму довгий час залишалося «Il Mare», що також було назвою південнокорейської оригінальної стрічки для міжнародного прокату. У фільмі це італійське слово, що означає «море», використовується для назви ресторану, де Алекс призначає зустріч Кейт через два роки.
- Книга Достоєвського, про яку Кейт говорить зі своєю матір'ю, — це «Злочин і кара».
- Улюблена книга Кейт — «Переконання» (тж. укр. «Доводи розсудку») Джейн Остін. Роман тематично пов'язаний з фільмом.
- В одній зі сцен батько Алекса говорить: «Я гадав, твої керуаківські дні лишилися позаду», це натяк на письменника Джека Керуака.
- У момент випадкової зустрічі героїв у 2004 році Алекс і Кейт танцюють під пісню Пола Маккартні "This Never Happened Before", що по суті є анахронізмом: пісня була записана Маккартні тільки в 2005 році.
- Кейт живе за адресою Чикаго, Ресін, 1620, яка є вигаданою. У зніманні показаний будинок за адресою Захід-Адамс 1000, який знаходиться на перетині вулиць Захід-Адамс і Південь-Морган. Напроти розташоване кафе «Морган-стріт». Ім'я бойфренда Кейт — Морган. У будинку Ресін 1620 також жив герой Шона Коннері з фільму «Недоторканні».

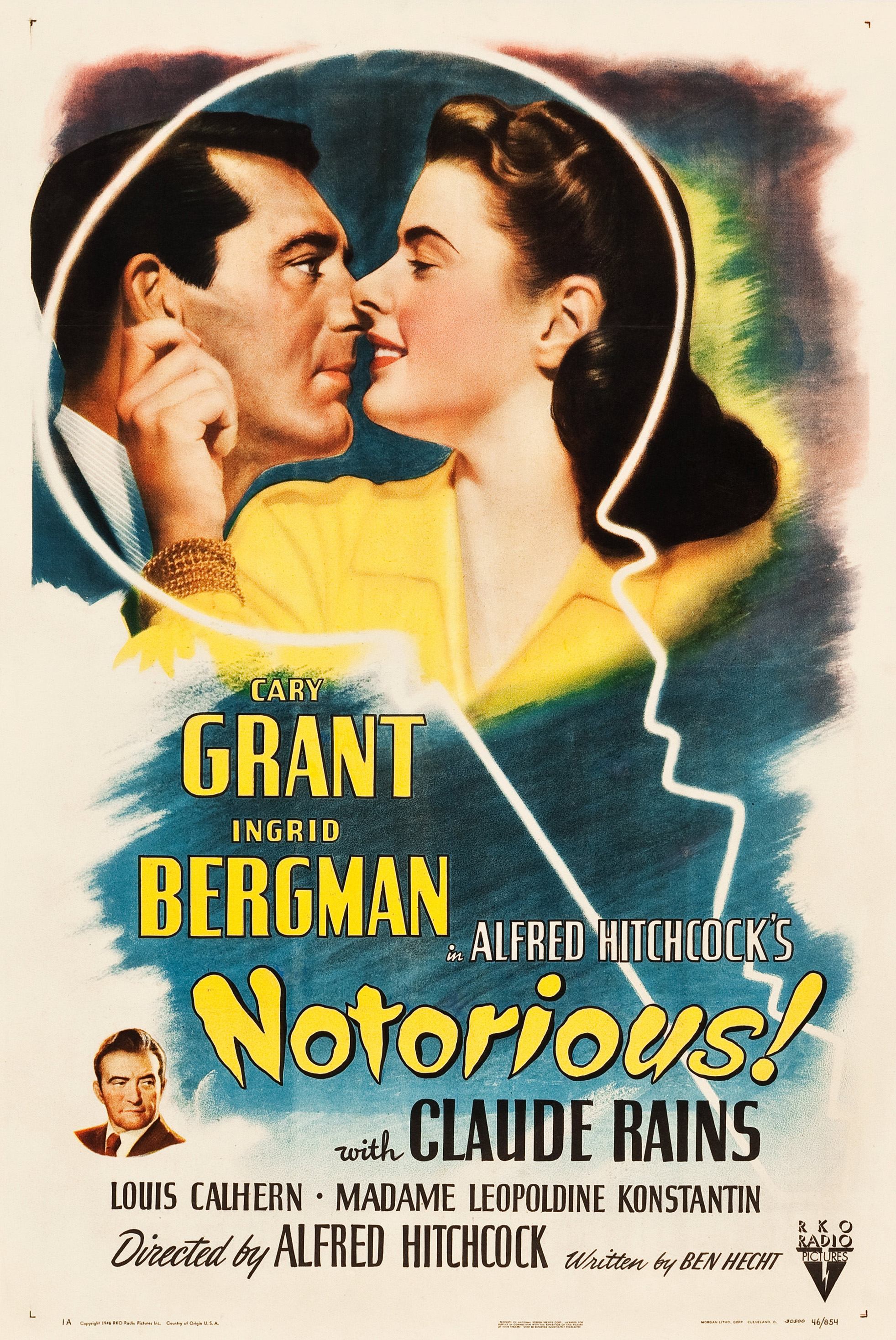
Постер фільму «Лиха слава», 1946

- Постер фільму «Лиха слава», 1946Героїня Сандри Буллок у титрах вказана як «Kate Forster», проте в сценах в госпіталі видно, що на халаті Кейт вишитий напис «Kate Forester, MD».
- Героїня Буллок двічі дивиться один і той самий фільм — «Лиха слава» Альфреда Гічкока з Інгрід Бергман і Кері Ґрантом.
- Кейт вчилася в Чиказькому університеті — про це можна судити з її студентської футболки з написом «The Univercity of Chicago» (час 25:21, 50:05). Спеціальність «доктор медицини» («MD») вона могла отримати в медичному коледжі «Школа медицини Прітцкера» при факультеті біології. Студенти цього медичного коледжу дійсно проходять практику в шпиталях на північному узбережжі озера Мічиган (North Shore), про що Кейт згадує у розмові з колегою у свій перший робочий день в Міському шпиталі Чикаго.
- У двох сценах в шпиталі, де Кейт виходить з палати, на прикріпленому до стіни тримачі для медичних карт з написом «C315 CHICAGO CITY HOSPITAL» видно написи «KHO WONG» (час 5:40) і «MEG EVERIST» (час 22:46). Хо Вон (Kho Wong) є асистентом продюсера, а Мег Еверіст (Meg Everist) — художник-декоратор фільму.
- «Міський шпиталь Чикаго» — вигадана назва. Сцени в госпіталі знімалися в Дитячому шпиталі Вайлера медичного комплексу Чиказького університету. Прізвище Алекса, Генрі і їхнього батька Саймона — Вайлер (Wyler).
- У своїй архітектурній екскурсії по Чикаго Кейт Фостер минає історичну будівлю пожежних Чикаго, розташовану на Іллінойс Авеню, 228. Це бар МакҐінті, що фігурує в серіалі «Ранковий випуск» з дещо близьким сюжетом.
- Генрі зве будинок «сумішшю Корбюзьє і Френка Райта». Алекс відповідає, що тато грав з ними в карти. Алекс та його батько обговорюють Музей сучасного мистецтва в Барселоні — будівлю відомого американського архітектора Річарда Меєра.
- Спочатку на роль головного героя планувався Джон К'юсак[7].
- Це третя стрічка Кіану Рівза за участю подорожі в часі, першими двома були «Неймовірні пригоди Білла й Теда» (1989) і «Нові пригоди Білла й Теда» (1991).
- У фільмі Кіану Рівз говорить братові: «Та й не викупатися, були б хоч сходи до води … Ти тут немов у коробці, в акваріумі з якого видно все навколо, але торкнутися не можна», однак на інших кадрах чітко видно, що сходи до води насправді є.
- Дерево усередині озерного будинку на початку фільму — без листя; видно тільки голі гілки. Коли Кейт озирається на будинок востаннє, він виглядає так, ніби дерево вкрите червоним осіннім листям.
- Здається, що Алекс і Кейт керують транспортними засобами, між якими також різниця в два роки: пікап Алекса виглядає як «Шевроле» 1966 року, а «Мустанг» Кейт явно 1968 року.
- Коли Алекс і Кейт розмовляють, сидячи в їдальні однієї і тієї ж лікарні, чутно мелодію пісні «Young at Heart» Френка Сінатри.

### Камео режисера
- У сцені у вагоні метро (час 22:00) в ролі чоловіка з газетою, що сидить поряд із Кейт і використовує спрей для рота, знявся сам Алехандро Аґресті (в титрах не вказаний). Так само полюбляв камео Альфред Гічкок, фільм якого дивиться Кейт.

## Схожі художні твори
- Альфред Бестер, «Не з нашого світу (Переплутані дроти)» (1964) — два світи, один наш, а в іншому Японія перемогла США у Другій світовій війні, виявляються з'єднаними телефонними дротами.
- Джоан Ґ. Робінсон, «Коли Марні була поруч» (1967) — самотня дівчинка Анні заводить собі таємну подружку Марні, яка насправді з іншого часу.
- Кир Буличов, «Можна попрохати Ніну?» (1973) — Вадим кілька разів зателефонував Ніні, поки не зрозумів, що помилився не тільки номером, але й часом — розмова з 1972 року відбулася з воєнною Москвою сорок другого.